# Максимильяновка
Максимилья́новка (укр. Максимільянівка) — село в Покровском районе Донецкой области Украины. Расположено на левом берегу реки Осыковой, в 9 км к западу от Марьинки.
Ближайшая железнодорожная станция Острый — в 2 км от села. Через село проходит автодорога Донецк — Запорожье.
Код КОАТУУ — 1423385001. Население по переписи 2001 года составляет 2171 человек. Почтовый индекс — 85622. Телефонный код — 6278.

## Известные уроженцы
- Воронин, Павел Мартынович (1918—2003) — Герой Советского Союза.
- Пётр Гнатович Горецкий (1919—1997) — Украинский поэт, журналист, переводчик, редактор[1]